# Villa Les Pommiers
La villa Les Pommiers est un édifice situé à Pléneuf-Val-André , en France.

## Localisation
La villa est située sur le territoire de la commune de Pléneuf-Val-André, avenue Jean-Richepin, dans le département des Côtes-d'Armor, en région Bretagne.

## Description
La villa a été construite en 1927 par Pol Abraham dans le style international, version Paquebot. Elle est labellisée « Patrimoine du XXe siècle ».

## Historique
La villa est inscrite partiellement au titre des monuments historiques par arrêté du 8 août 1995. Éléments protégés : les façades et toitures.